# Gustave (krokodil)
Gustave är en människoätande Nilkrokodil som uppskattas vara 5,5 till 7,5 meter lång, och väger troligtvis ett ton eller mer, vilket gör honom den största krokodilen som någonsin setts i Afrika, och lever i en flod i närheten av Burundi. Gustave bör vara ungefär 65 år gammal och är så stor att han bör kunna döda och äta en flodhäst. Hans skinn är så tjockt att han har överlevt både skott och knivattacker. Gustave fick smak för människokött när den lokale krigsherren matade krokodilerna med döda människokroppar som slängdes i vattnet och lär sedan dess ha dödat 300 människor.

## Primeval - The Hunt For A Killer
Primeval - The Hunt For A Killer är en film baserad på historien om Gustave. I huvudrollerna ser man Dominic Purcell och Orlando Jones. Filmen handlar om ett amerikanskt nyhetsteam som bestämmer sig för att fånga krokodilen.